# Kornhaus (Ulm)

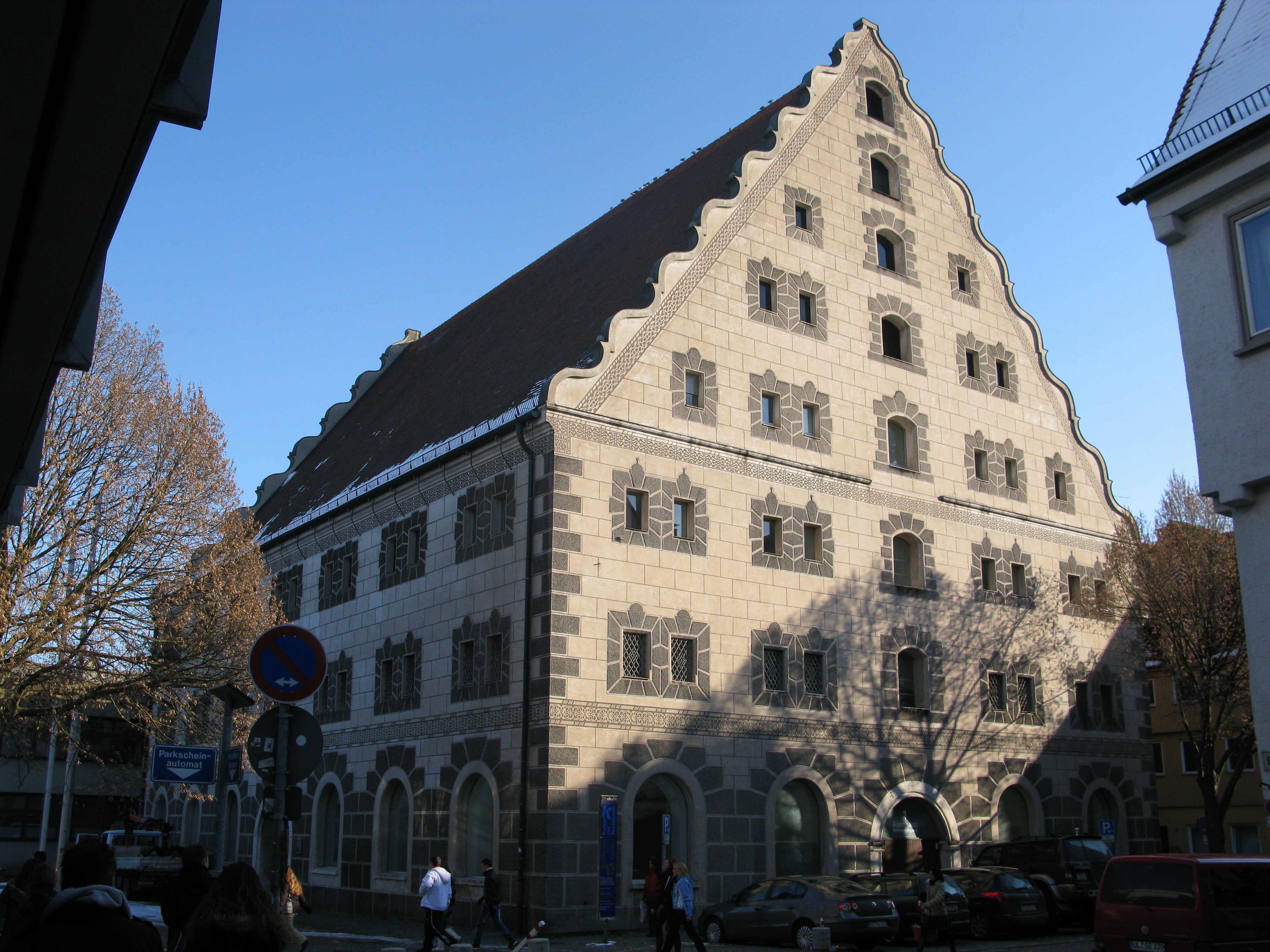
Ulmer Kornhaus von Nordwesten

Das Kornhaus in Ulm ist ein ehemaliger Kornspeicher aus der Renaissance.
Das Kornhaus in der Ulmer Altstadt wurde 1594 unter Leitung des Baumeisters Caspar Schmid als dreigeschossiger Lagerhausbau mit einem gleichfalls für Lagerzwecke vorgesehenen hohen Dachstuhl errichtet. Zuvor gab es an gleicher Stelle bereits ein kleineres Kornhaus, das 1407 anstelle einer abgebrochenen Kapelle errichtet worden war.
Die in Sgraffito-Technik gehaltene, eine Steingliederung vortäuschende Fassade des Renaissancebaus trägt an der West- bzw. Ostseite Wellengiebel. An der Südseite befinden sich zwei Portale mit Elementen des Stilübergangs von der Spätgotik zur Renaissance.

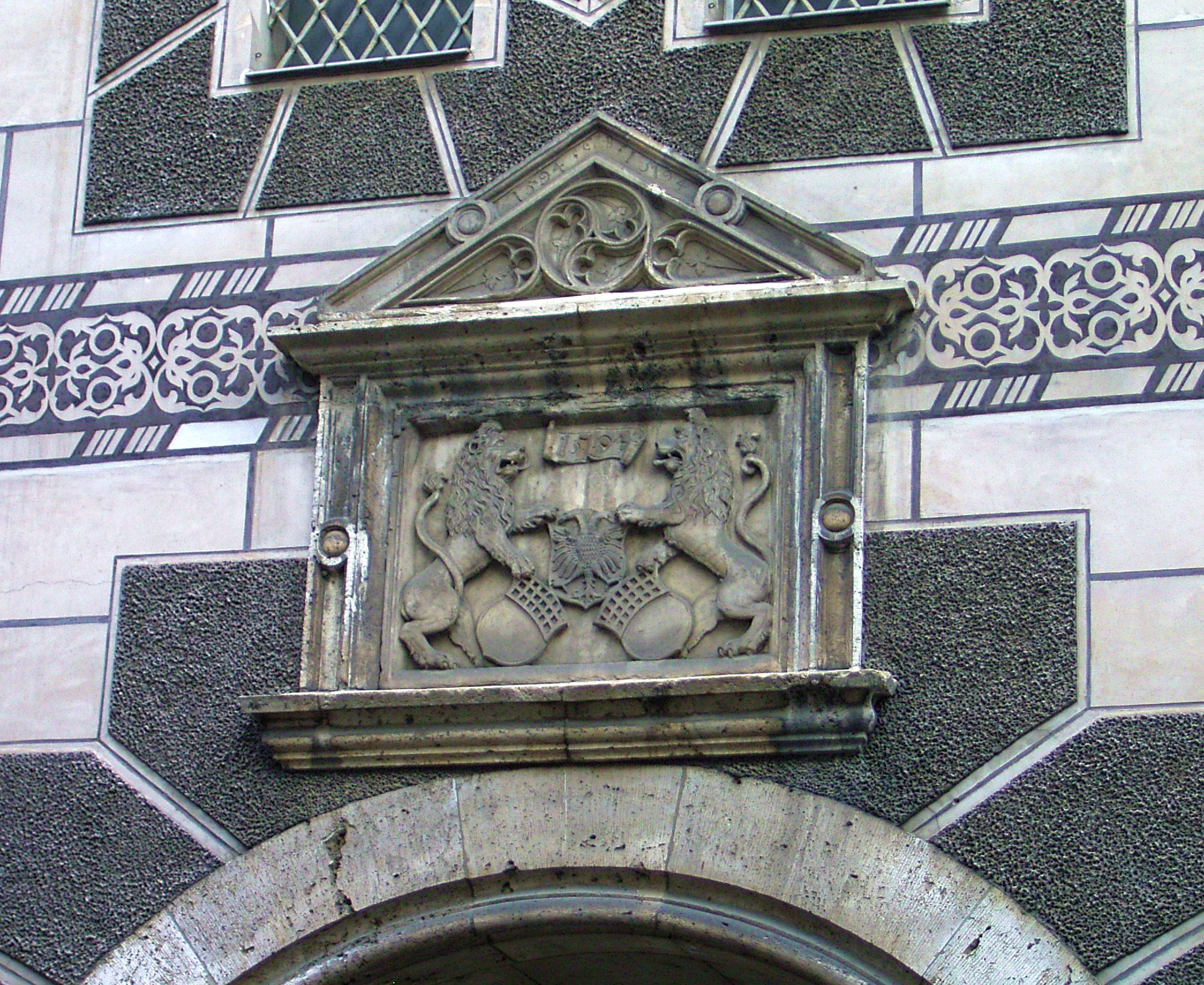
Ulmer Kornhaus, Südportal

1944 brannte das Gebäudeinnere vollständig aus. 1961/62 erhielt das Kornhaus zur Nutzung als Saalbau einen neuen Innenausbau. Das Foyer im Erdgeschoss wird für Ausstellungen o. Ä. genutzt, der Saal im ersten Stock mit 540 Sitzplätzen beispielsweise für Konzertveranstaltungen.